# つくば市谷田部農業協同組合
つくば市谷田部農業協同組合（つくばしやたべのうぎょうきょうどうくみあい、英称：Tsukubashiyatabe Agricultural Cooperative）は、茨城県つくば市に本所を置く農業協同組合。略称はJAつくば市谷田部。つくば市内で事業を展開する。

## 概要
2020年（令和2年）1月31日現在
- 事業範囲：茨城県つくば市谷田部地域
- 組合員数：3,875名（うち正組合員2,468名）
- 職員数：68名
- 出資金：14億9,649万円
- 販売取扱高：17億9,155万円

## 沿革
第二次世界大戦前の農業会を母体とし、同会の民主化という形で発足した。
- 1948年（昭和23年）
  - 4月 - 農業協同組合の設立同意書がまとまる。
  - 11月23日 - 前身となる谷田部、小野川、葛城、島名、真瀬の各農業協同組合が設立総会を開催。
- 1951年（昭和26年） - 葛城農協と小野川農協が経営不振により、農漁業協同組合再建整備法の適用を受ける。
- 1958年（昭和33年） - 島名農協が経営不振により、農漁業協同組合再建整備法の適用を受ける。
- 1960年（昭和35年） - 1955年（昭和30年）の谷田部町誕生を期に、町内の5農協の合併促進協議会が結成。
- 1962年（昭和37年）
  - 2月15日 - 5農協の合併予備契約が調印される。
  - 3月 - 合併総会を開催。谷田部町農業協同組合が発足。
- 1984年（昭和59年） - 産直部会発足[2]。
- 1992年（平成4年） - 産直部会が日本農業賞の茨城県代表となる[2]。
- 1994年（平成6年） - 産直部会が朝日農業賞を受賞[2]。
- 2004年（平成16年）1月30日 - 青年部「若葉会」が発足[3]。
- 2019年（平成31年）9月28日 - 支所統廃合を実施[4]。

## 本支店
- 本店 - 谷田部2074-1
- 学園南支店 - 苅間650-3

### 2019年9月以前の事業所
- 本所 - 谷田部2074-1 : 本店に統合
  - 谷田部支所併設 : 本店に統合
- 小野川支所 - 館野360番地 : 新設した学園南支店に統合
- 葛城支所 - 苅間650番地 : 隣接する土地に学園南支店を新築して移転
- 島名支所 - 島名542番地 : 本店に統合
- 真瀬支所  - 真瀬107番地 : 本店に統合

- Aコープ葛城 : 2013年1月31日に閉店。葛城支所（当時）に併設されていた。

## 主な事業
- 営農事業 - 営農センター・育苗センター・精米センターを設置。産直部会はパルシステム生活協同組合連合会に毎年約40品目を出荷している。
- 販売事業 - 農産物直売所「野っ食べ（やったべ）」を本所に、給油所を2か所（本所・葛城）に開設。
- 葬祭事業 - JA谷田部つくばホール（こすもす谷田部）（葬儀場）の開設、墓石事業。
- 信用事業 - JAバンク。統一金融機関コードは4371。
- 共済事業 - JA共済
- その他 - 自動車整備事業、資産管理事業（駐車場・賃貸住宅含む）、旅行センター等。

## 主な生産品
5農協時代
- 米
- 麦（オオムギ・コムギ）
- サツマイモ
- ジャガイモ
- クワ

谷田部町農協時代
資本主義商品経済の成立と輸入農産物に押され、麦・豆類の生産は激減した。
- スイカ
- クリ
- ラッカセイ
- ブタ
- 芝

現在
- キノコ（シイタケ・シメジ・ナメコ）
- 果菜類（トマト・キュウリ・ピーマン等）
- 葉茎菜（ネギ・ホウレンソウ・キャベツ等）
- 根菜類（サツマイモ・ダイコン・ニンジン等）
- 米

## 広域合併に向けた検討
同地域では2013年より、同組合及び隣接するJAつくば、JA土浦の3農協間で合併に向けた合併研究会を発足させ検討を重ねてきたが、合意に至らず2018年2月に研究会は解散。同年3月からはJAつくばとの2農協間での合併の検討に入り4月に合併研究会を発足させたが、6月に再度合併の白紙化が決まり、合併協議は破談となった。なお、JA土浦は2019年2月にJA竜ケ崎、JA茨城かすみと合併し、「水郷つくば農業協同組合」となった。